# Odon Van Maelcote
Odo van Maelcote, també conegut com Malcotius, (Brussel·les 28 de juliol de 1572 - Roma, 14 de maig de 1615) va ser un sacerdot jesuïta, científic i matemàtic dels Països Baixos Espanyols (actualment Bèlgica).

## Biografia
Odo van Maelcote, senyor de Kessel, era el fill gran de Johannes Van Maelcote, doctor en dret civil i canònic a la Universitat Catòlica de Lovaina, primer conseller i vicecanceller a la cancelleria de Brabant i la seva esposa Marie de Viron. Va ingressar al noviciat amb els jesuïtes a Tournai el 12 de febrer de 1590 i va estudiar a la Universitat de Douai .
El 1607 va publicar a Brussel·les un petit tractat sobre l'astrolabi equinoccial que havia dissenyat i fabricat, que involucrava dos hemisferis units. El dispositiu va ser útil per a empreses missioneres a tot el món, ja que podia utilitzar-se tant en latituds del nord com del sud. Això va donar a conèixer el seu nom entre els científics, i quan va regalar un astrolabi a Cristóbal Clavius a Roma, aquest va respondre convidant-lo a Roma per ensenyar matemàtiques i hebreu al Col·legi Romà el 1608, on aviat es va convertir en ajudant de Christoph Grienberger.
El 1610, el cardenal Roberto Belarmino va demanar a quatre jesuïtes, Grienberger, Clavius, Paolo Lembo i Maelcote, la seva opinió sobre els nous fenòmens descoberts per Galileu utilitzant el seu telescopi i descrits en la seva obra Sidereus nuncius . Parlant en nom dels seus col·legues, Maelcote va informar que estaven d'acord amb la majoria de les troballes de Galileu, encara que no estaven segurs que Saturn constés de tres cossos com va dir Galileu (el fet que Saturn tenia anells no era evident des dels primers telescopis); més aviat, semblava tenir forma el·líptica. Maelcote també va informar que Clavius no creia que la lluna tingués muntanyes i cràters com apareixien a través del telescopi; la superfície era llisa, i la distribució irregular d'alguna substància dins la lluna simplement creava la il·lusió d'una superfície irregular.
Galileu va ser convidat a un banquet al Col·legi Romà, el 18 de maig de 1611, durant el qual Maelcote va pronunciar un llarg elogi formal, lloant el treball de Galileu. No obstant això, van ser cridats a l'ordre pel Superior General dels jesuïtes, Claudi Acquaviva, i obligats a defensar la visió aristotèlica tradicional de l'univers, que els descobriments de Galileu anul·laven.
En 1611 Van Maelcote estava de tornada a Brussel·les, i de 1612 a 1614 va començar una correspondència amb Kepler, demanant-li en particular la seva opinió sobre les taques solars, després de la publicació d'observacions i comentaris tant de Christoph Scheiner com de Galileu. Kepler coincidia amb Maelcote i Galileu que les taques solars no havien de comportar-se com a satèl·lits.
Va tornar a Roma, on va treballar a l'observatori del Col·legi Romà fins a la seva mort. Entre els seus alumnes hi havia Orazio Grassi.

## Obra
Astrolabiorum, seu utriusque Planisphaerii universalis et particularis usus 
, per modum compendii traditus a Valeriano Regnartio.